# 250 (عدد)
250 هو عدد صحيح  طبيعي بين 249 و251

## في الرياضيات

### خصائص
- 250عدد زوجي
- 250عدد ناقص
- 250 عدد مضلعي (43 أضلاع-...)